# Princesses de science
Princesses de science est un roman de Colette Yver publié en 1907 aux éditions Calmann-Lévy et ayant reçu la même année le prix Femina, qui porte alors le nom de Prix Vie heureuse.

## Résumé
Le roman, situé dans le milieu médical parisien, évoque les difficultés rencontrées par les femmes pour concilier vie familiale et carrière scientifique.

## Éditions
- Princesses de science, Calmann-Lévy, 1907    (Wikisource)
- Princesses de science, Paris, Calmann-Lévy, coll. « Collection Pourpre », 1940, 256 p. (En ligne sur Gallica).